# Alejandra Dorado
Alejandra Dorado Cámara (Cochabamba, 24 de septiembre de 1969) es una artista y diseñadora gráfica boliviana, su obra es desarrollada mayoritariamente en la técnica de Collage Digital.

## Inicios
Dorado se tituló de la carrera  Bellas Artes en Santiago de Chile en la  Universidad ARCIS  de Arte y Ciencias Sociales. en la década de 1990 regresó a Bolivia.
Ejerció como docente de la carrera de Diseño Gráfico en la Universidad Privada Boliviana (UPB). 
Creó el taller de artes visuales La caja verde, para jóvenes ciegos y SANTITA design, marca de ropa de diseño en 2011.
Forma parte del colectivo Mujer Tijera de artistas collagistas junto a Erika Ewel, Antagónica Furry y Silvia Cuello.

## Exposiciones
Ha expuesto en importantes galerías de Bolivia, Chile, Cuba, Estados Unidos y ha sido invitada a residencias y festivales en Cuba, Argentina y Chile.

## Obra
Su obra ha sido calificada como provocadora y crítica, y su discurso como sólido y consecuente.